# Hygrophila costata
Hygrophila costata (Nee & Nee) é uma planta herbácea, terrestre, aquática ou subaquática, pertencente a família Acanthaceae, nativa das Américas do Norte, Central e do Sul.

## Etimologia
Hygrophila –  Do latim Hygrophilus – que vive em lugares úmidos, que aprecia umidade.

Costata – do latim costatus = costado, riscado em relevo. Caule: finos cordões
longitudinais, salientes. Folha: com a nervura central proeminente.

## Distribuição geográfica
Hygrophila costata é uma espécie neotropical que ocorre na América do Norte, no sudeste da Flórida EUA) e no sul do México (Chiapas, Guerrero, Oaxaca, Veracruz de Ignacio de la Llave), na América Central e Caribe (Porto Rico, Belize, Costa Rica, Guatemala, Honduras, Nicarágua, Panamá) e na América do Sul (Guiana Francesa, Guiana, Suriname, Venezuela, Colômbia, Ecuador, Peru, Bolívia, Paraguai, Brasil, Uruguai e Argentina. No Brasil, tem ocorrências registradas no Norte (Acre, Amapá, Pará, Rondônia, Tocantins), Nordeste (Ceará, Bahia), Centro-Oeste (Distrito Federal, Goiás, Mato Grosso do Sul, Mato Grosso), Sudeste (Minas Gerais, Espírito Santo, Rio de Janeiro, São Paulo), Sul (Paraná, Santa Catarina, Rio Grande do Sul); nas regiões fitogeográficas da Amazônia, Mata Atlântica, Caatinga, Cerrado, Pampas e Pantanal.

## Morfologia
Hygrophila costata é uma ervas ereta de até 1,5 metros de altura, com ramos quadrangulares, nunca dilatados nos entrenós, glabrescentes, com cistólitos presentes. Apresenta folhas sésseis, com a lâmina estreitamente elíptica a lanceolada, 4 a 14 × 1 a 3 cm, superfície adaxial glabrescente e superfície abaxial pubescente ao longo das nervuras, cistólitos presentes, ápice acuminado, base atenuada, margem inteira, glabrescente. As inflorescências são cimosas, verticiladas, axilares, os eixos da inflorescência pubescentes; as brácteas e bractéolas lanceoladas, com 13 a 14 mm de comprimento, pubescentes. As flores são sésseis; o cálice 5 lobado, com lobos estreitamente lanceolados a lineares, de 5 a 8 mm de comprimento, glabrescentes; corola branca a lilás, garganta com manchas lilás, glabra, bilabiada, reta, 1 a 1,1 cm de comprimento, tubo de 0,4 a 0,5 cm de comprimento, lábio superior de 3 a 4 mm de comprimento, bilobado, oblongo, lábio inferior de 3 a 4 mm de comprimento, trilobado, lobos de 1 a 2 mm de comprimento, lobos laterais de 1 mm de largura e lobo central de 1 mm de largura, ovalado; 4 estames, base glabra, anteras ditecas, tecas inseridas na mesma altura no conjuntivo, divergentes, base sagitada; disco nectarífero ausente; ovário cilíndrico, cerca de 1 mm de comprimento, glabro. Os frutos são cápsulas, com 0,7 a 1 cm de comprimento, apresentando 5 sementes elípticas.

## Ecologia
Hygrophila costata (Nees & Nees) é uma erva terrestre, subaquática e aquática que habita as Florastas Ombrófilas e Ripárias, os banhados, as áreas de matas perturbadas e áreas úmidas, próximas a cursos d'água.  floresce e frutifica praticamente o ano todo. A espécie pode ser reconhecida por apresentar cimalhas verticiladas e corola de coloração branca a lilás, florescendo e frutificando praticamente o ano todo.

## Interesse econômico
Hygrophila costata é uma planta popular entre os aquaristas por sua adaptalidade, facilidade de manejo e crescimento rápido. Porém a planta pode ser invasiva quando despejada do aquário no meio ambiente, uma prática comum entre aquaristas. As populações estabelecidas podem formar tapetes densos, interrompendo o fluxo de água e impactando os habitats aquáticos. O controle é difícil porque sua fragmentação pode aumentar sua difusão e o uso intensivo de herbicidas pode afetar a vida aquática e terrestre.